# Sironia, Texas
Sironia, Texas è un romanzo del 1952, pubblicato dallo scrittore statunitense  Madison Cooper ed edito dalla Houghton Mifflin, che descrive scene di vita quotidiana ambientate nella città fittizia di Sironia (Texas) durante il XX secolo.
Il libro vinse l'Houghton Mifflin Literary Award e rappresenta l'opera più celebre di Cooper. L'immaginario paese di Sironia è ampiamente basato sulla reale città natale dell'autore, Waco: oltre ai riferimenti geografici e urbanistici, si può constatare che il romanzo ruota intorno al linciaggio di un ragazzo di colore, episodio realmente accaduto a Waco nel 1916 (ne fu vittima Jesse Washington).
Le oltre 1.700 pagine di cui consta il manoscritto rendono Sironia, Texas una delle opere più lunghe della storia della letteratura statunitense: uno scritto così voluminoso - tanto da essere diviso in due volumi - comportò molta fatica per il suo autore, che infatti iniziò a lavorarci nel 1941 potendolo però dare alle stampe solo nel 1952.
Nel corso dell'intera storia narrata, Madison Cooper satireggia le classi ricche e altolocate della parte meridionale degli USA. Inizialmente ebbe un grande successo, vendendo circa 25 000 copie poco dopo il suo arrivo nelle librerie, ma ben presto il pubblico cominciò a disinteressarsene. Non è stato tradotto in italiano.